# Herrhultshyttan
Herrhultshyttan var en hytta vid Kroppaälven mellan de redan anlagda hyttorna Gammelkroppa och Nykroppa.  Den omnämndes i 1560 års jordebok och var en av sju nya hyttor, som anlades i Värmlands bergslag under senare hälften av 1500-talet. Den hade troligen måttlig inverkan på järnbrukshanteringen i området då den redan 1570 betraktades som öde.